# Pahala (gruppo musicale)
I Pahala sono stato un gruppo musicale jazz rock tedesco.

## Storia
I Pahala sono stato un gruppo musicale jazz rock tedesco formatosi a Benefeld, un piccolo villaggio vicino a Walsrode (Bassa Sassonia) nel nord-ovest della Germania. Il periodo di attività del gruppo si estende dal 1978 al 1985.
Andarono in tournée con proprie composizioni di canzoni ed effettuarono circa 150 concerti in tutta la Germania, tra l'altro al famoso club Onkel Pö ad Amburgo, al Leine Domicil ad Hannover e furono gruppo spalla di Joe Cocker a Uelzen.
Dopo aver raggiunto il secondo posto al German Rock Musician Award nel 1983, assegnato dall'Associazione tedesca dei musicisti rock e pop (DRMV), produssero il loro unico singolo (No More / Keep In Touch).

## Formazione

### Membri fissi
- Andreas Tietjen, voce e tastiere
- Steve P. Wieters, chitarra, sassofono e voce
- Tina Bergmann, voce, flauto e percussioni
- Ulli Knoblauch, chitarra, tastiere, voce e percussioni
- Jona Tietjen, percussioni
- Andreas Schenkies, batteria
- Walter Kohn, basso
- Gottfried "Govi" Schneider, fonico F.o.H
- Higgens R. Homann, scenotecnica e illuminotecnica

### Altri membri
- Errol T. Harewood (1978-1981), batteria
- Dave Leigh (1978-1980), percussioni
- Chi Chi Przybilla (1981), batteria
- Rolf P. Rendelmann (1985), batteria

## Discografia
- No More / Keep In Touch, singolo, 1984, (compositore: Andreas Tietjen)

## Galleria d'immagini

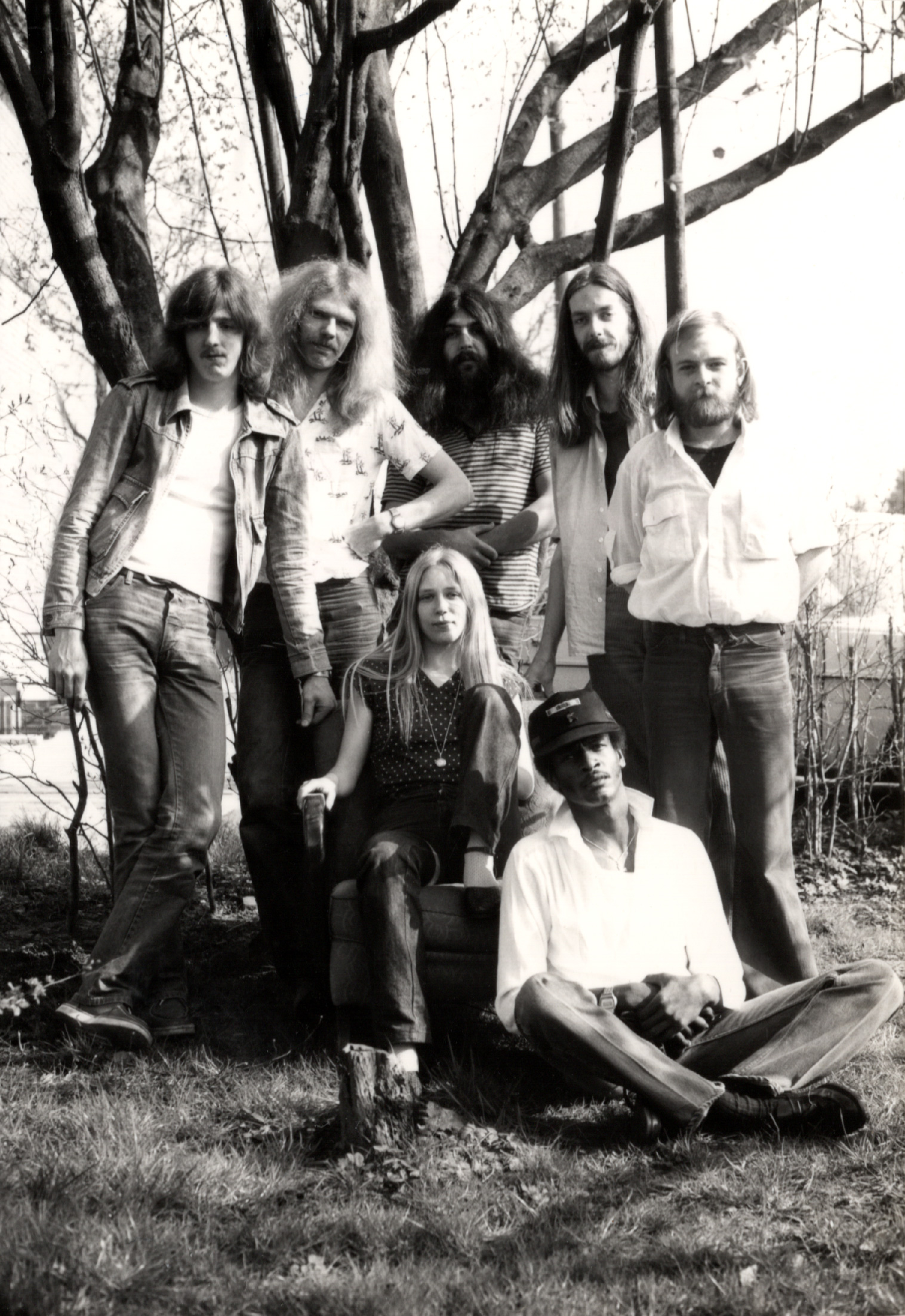
1981
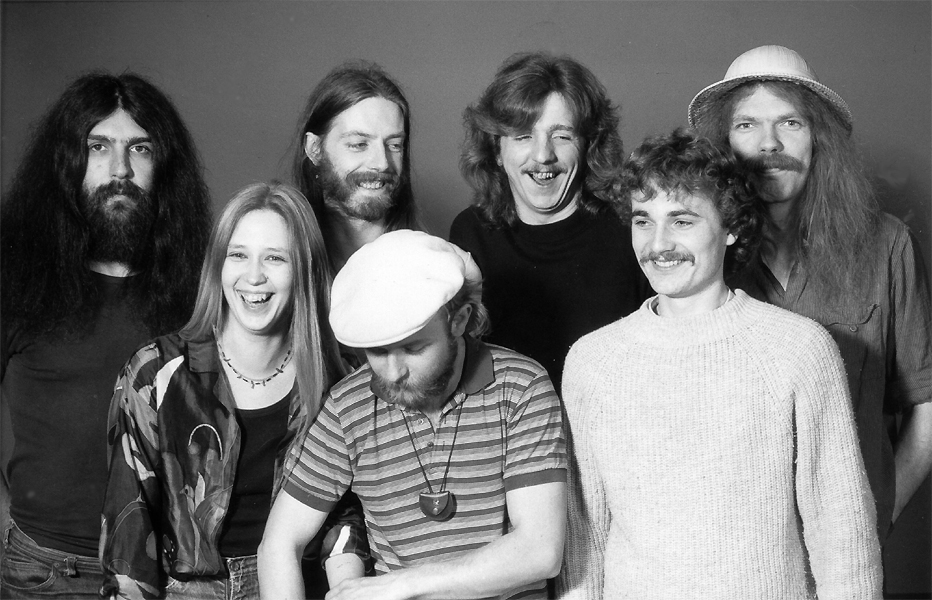
1982
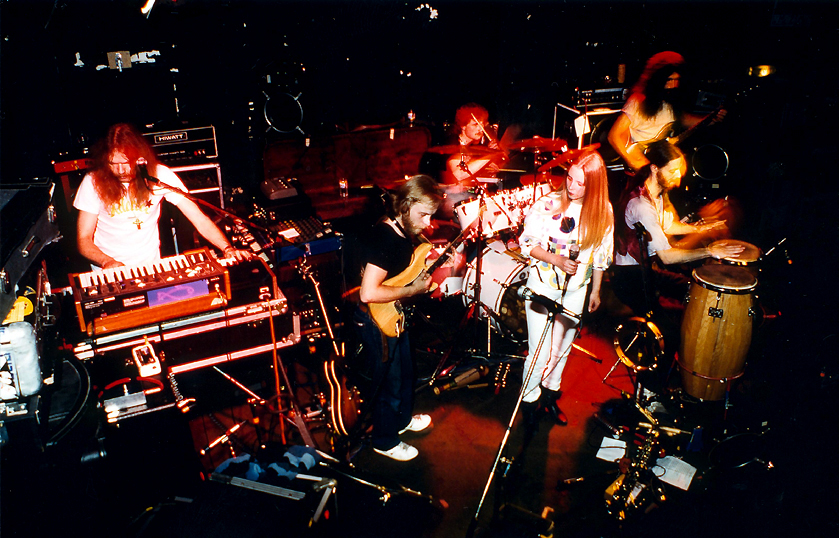
1984
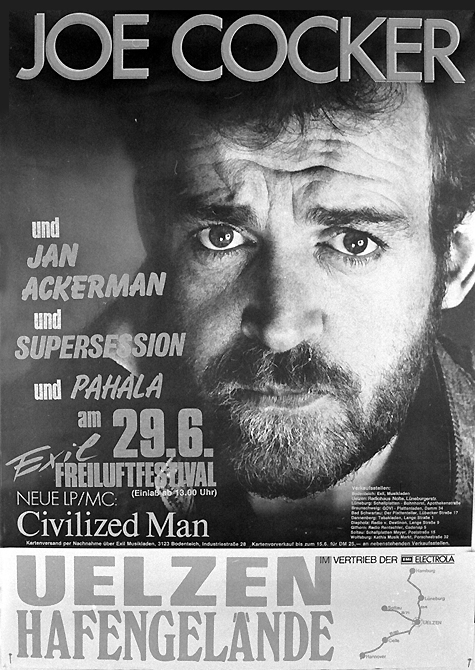
1984